# 武吉丁宜 (彭亨)

武吉丁宜高原（Bukit Tinggi）是马来西亚彭亨州文冬县的旅游景点之一。它位于云顶高原附近，离首都吉隆坡市中心大约是50公里，海拔约712米。
武吉丁宜以法国村（Colmar Tropicale）知名，是个避暑度假的好地方。该镇于1990年代由时任首相马哈迪·莫哈末打造，发展灵感来自位于法国东部的科尔马。

## 外部連結
- （英文）武吉丁宜法国村 官方网站